# Altiplà de Zomba
L'altiplà de Zomba, també anomenat massís de Zomba, és una extensa zona muntanyosa que es troba al sud de Malawi, a l'extrem nord de les terres altes de Shire. La seva superfície és d'uns 130 quilòmetres quadrats, amb un punt més alt situat als 2.087 metres. Fa uns vint quilòmetres de llargada, de nord a sud, i dotze quilòmetres d'est a oest. L'altiplà té forma de pera. La part sud es coneix com a mont Zomba, i la nord com a Malosa. La vall de Domasi, molt profunda, s'estén a l'est i a l'oest entre els dos cims.

## Geologia
L'altiplà està format en gran part per sienita granítica, una roca ígnia que es va introduir a les roques metamòrfiques més antigues que formen les terres altes durant els períodes juràssic final i el cretaci entre fa 150 i 65 milions d'anys. El massís de Mulanje, situat al sud-est té una composició i origen similars. S'hi poden trobar pedres precioses i semiprecioses com el quars.

## Medi ambient
Correspon a l'ecoregió del mosaic de bosc i pastures muntanyenques de Malawi Meridional. Reduït notablement per l'efecte de la pressió antròpica, el bosc de l'altiplà va quedar protegit des de finals del segle xix i es van dur a terme reforestacions a partir dels anys quaranta i, sobretot, els anys seixanta, per tal de permetre una gestió econòmicament rendible de la fusta. Es tracta bàsicament de pins, per a llenya i serrar, i eucaliptus per a la fabricació de pilons, que han substituït gairebé completament les poblacions indígenes originals.
El massís, més fresc i irrigat que les terres baixes, és bo per al cultiu de te, principalment, cafè i tabac.

## Economia
Històricament la zona ha estat un lloc d'enfrontament entre pagesos locals i terratinents blancs que es van establir a la zona durant l'època de la colonització atrets pel clima i el potencial agrícola. La regió va ser l'epicentre de l'aixecament de 1915 contra el règim de thangata (una forma de treball forçat a les plantacions colonials). En l'actualitat les grans finques agrícoles romanen en mans de les multinacionals occidentals. L'Estat va intervenir a finals dels anys 60 per fomentar la petita explotació agrícola i la constitució de cooperatives. No obstant això, l'escassetat de sòl fa que les tensions segueixin sent importants, amb un creixement demogràfic que també comporta problemes de preservació del medi natural (desforestació per alliberar terrenys per al conreu i per obtenir fusta per a l'ús).
L'altiplà és una destinació turística des de finals de la dècada de 1960.

## Hidrografia
L'altiplà està travessat pel riu Mulunguzi, al curs del qual es troben les espectaculars cascades Mandala (''Mandala Falls'') i des de l'any 2001 un embassament, amb una capacitat de 3,3 milions de m3 que regula el subministrament d'aigua a la població de Zomba.

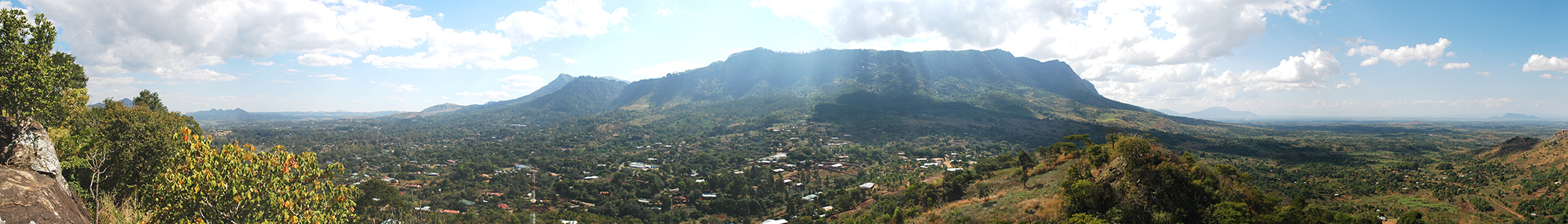
Vista de l'altiplà de Zomba des de la vila de Zomba.